# Škoda 1202
Škoda 1202 — сімейство легкових автомобілів, що виготовлялося підприємством AZNP Škoda (Automobilové závody, národní podnik Škoda — автомобільний завод народного підприємства «Шкода») у 1961—1973 рр. Включало у себе універсали (STW), фургони та пікапи (седанів не існувало). Загалом було виготовлено 60141 автомобіль.

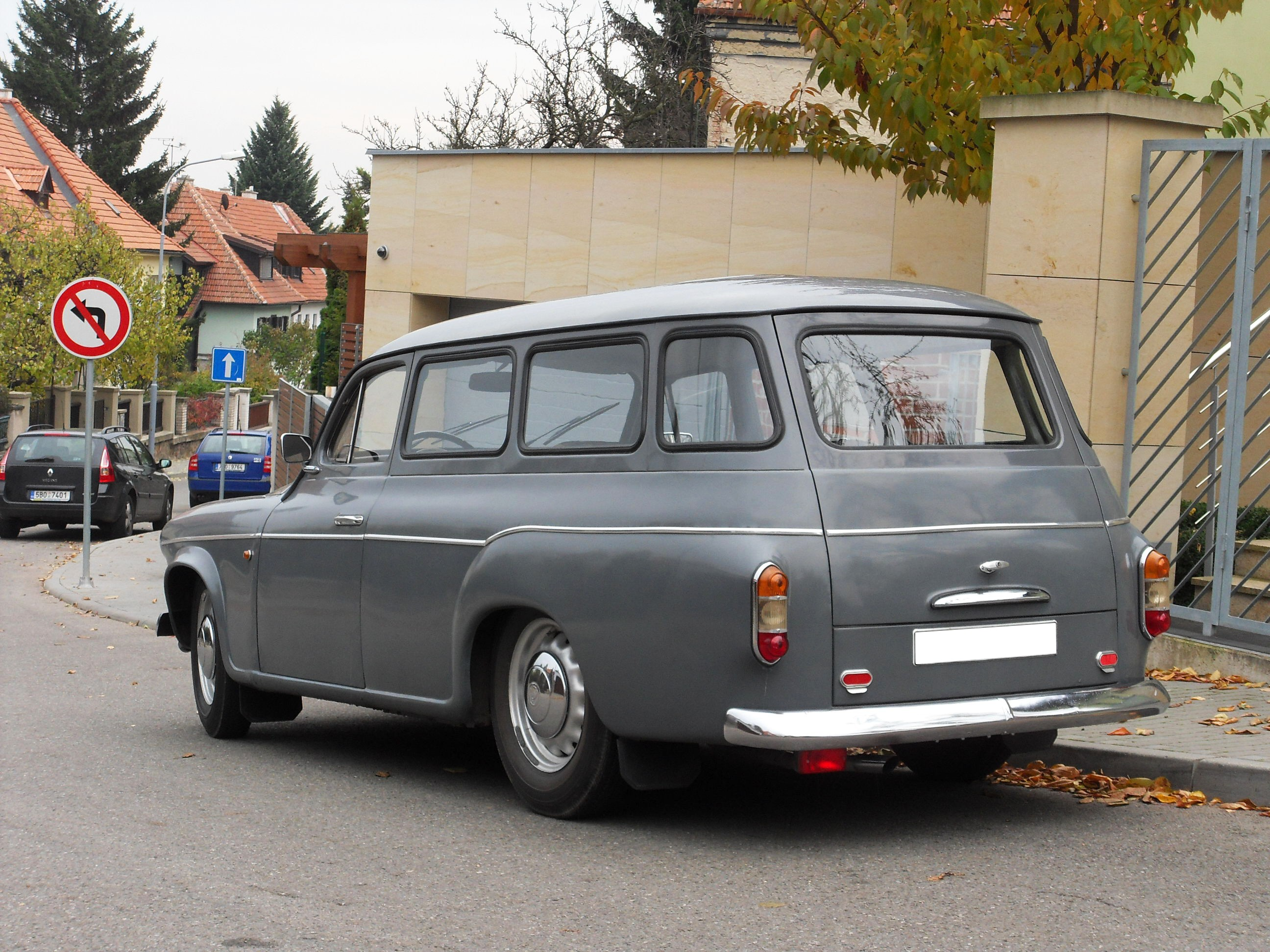
Універсал Škoda 1202 STW (був виключно 3-дверний)

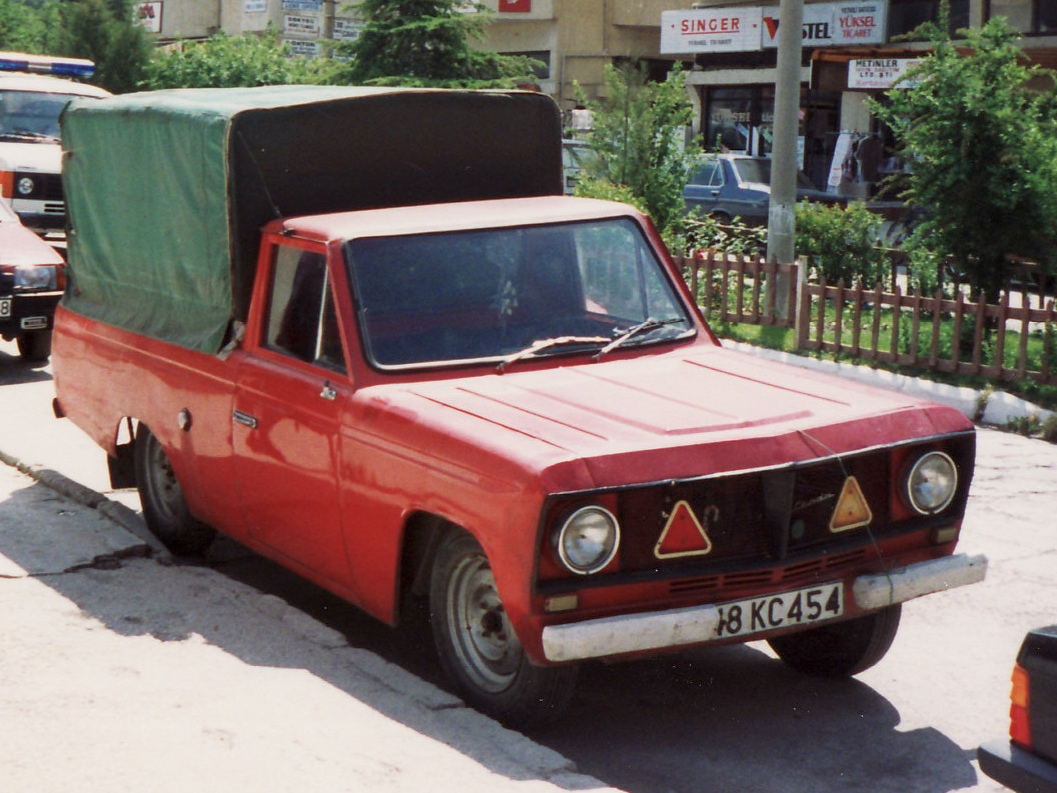
Турецький пікап

У конструкції автомобіля використовувалося шасі попередника (Škoda 1201) з характерною хребтовою рамою та незалежною підвіскою усіх коліс. Новий кузов нагадував Škod'y Octavia Combi. Потужність двигуна була збільшена до 48 к. с., а важіль перемикання передач з кермової колонки перемістився на підлогу. У 1969 р. шляхом збільшення ступеня стиску до 7,9:1 потужність двигуна зросла до 51 к. с. при 4600 об/хв. Виробництво Škoda 1202 (typ 981) у Врхлабі продовжувалось аж до 1973 р. Тривале виробництво морально застарілої моделі пояснювалось відсутністю її заміни — з 1964 р. завод освоїв виробництво задньомоторних автомобілів, створення на базі яких універсалів (фургонів, пікапів) було утрудненим.
З 1966 р., після заборони імпорту турецьким правлінням легковиків «Шкода», компанія Celik Montaj (надалі Anadoly Otomotiv Sanayi, а в даний момент Anadoly Isuzu Otomotiv Sanayi ve Ticaret A. S.) ввозила у країну машинокомплекти «Шкоди 1202» з кузовом пікап. До 1971 р. зібрали близько 10 тис. автомобілів. З 1971 р. стало імпортуватись тільки шасі, кузова спрощеної конструкції виготовляла сама компанія. Виробництво Škoda Kamyonetleri продовжувалось до 1982 р. (за іншими даними до 1984 р.). Загалом було виготовлено 32 700 таких автомобілів.